# Slokas iela
La Slokas iela  est une rue à Rīga en Lettonie.

## Présentation
Slokas iela est l'une des plus longues rues de Riga.
Elle est située sur la rive gauche du Daugava ou elle traverse les quartiers d'Agenskalns, Zasulauks, Dzirciems, Iļģuciems et Imanta.
La plus grande partie de la rue Slokas est située dans le district de Kurzeme (numéros 2-146 et 15-213), cependant, un petit tronçon au tout début de la rue allant du boulevard Uzvaras bulvāris à la rue Kalnciema iela se trouve sur le territoire de la banlieue de Zemgale (1-13b). La longueur totale de la rue atteint 9 167 mètres et elle se compose de deux voies de circulation.
La longueur totale de la rue atteint 9 167 mètres et elle se compose de deux voies de circulation.
La rue Slokas iela a une interruption de 332 mètres de long, où la rue sort des frontières de la ville de Riga et entre sur le territoire du novads de Mārupe. 
À Imanta, entre la rue Kleistu iela et la route d'accès devant l'immeuble résidentiel situé au 173 de la rue Slokas iela, la rue Slokas iela est une rue piétonne sur environ 250 mètres.

## Transports
- Bus	13. 21. 22. 30. 32. 35. 37. 41. 43. 46. 54.
- Tramway : 1 2 5

## Galerie

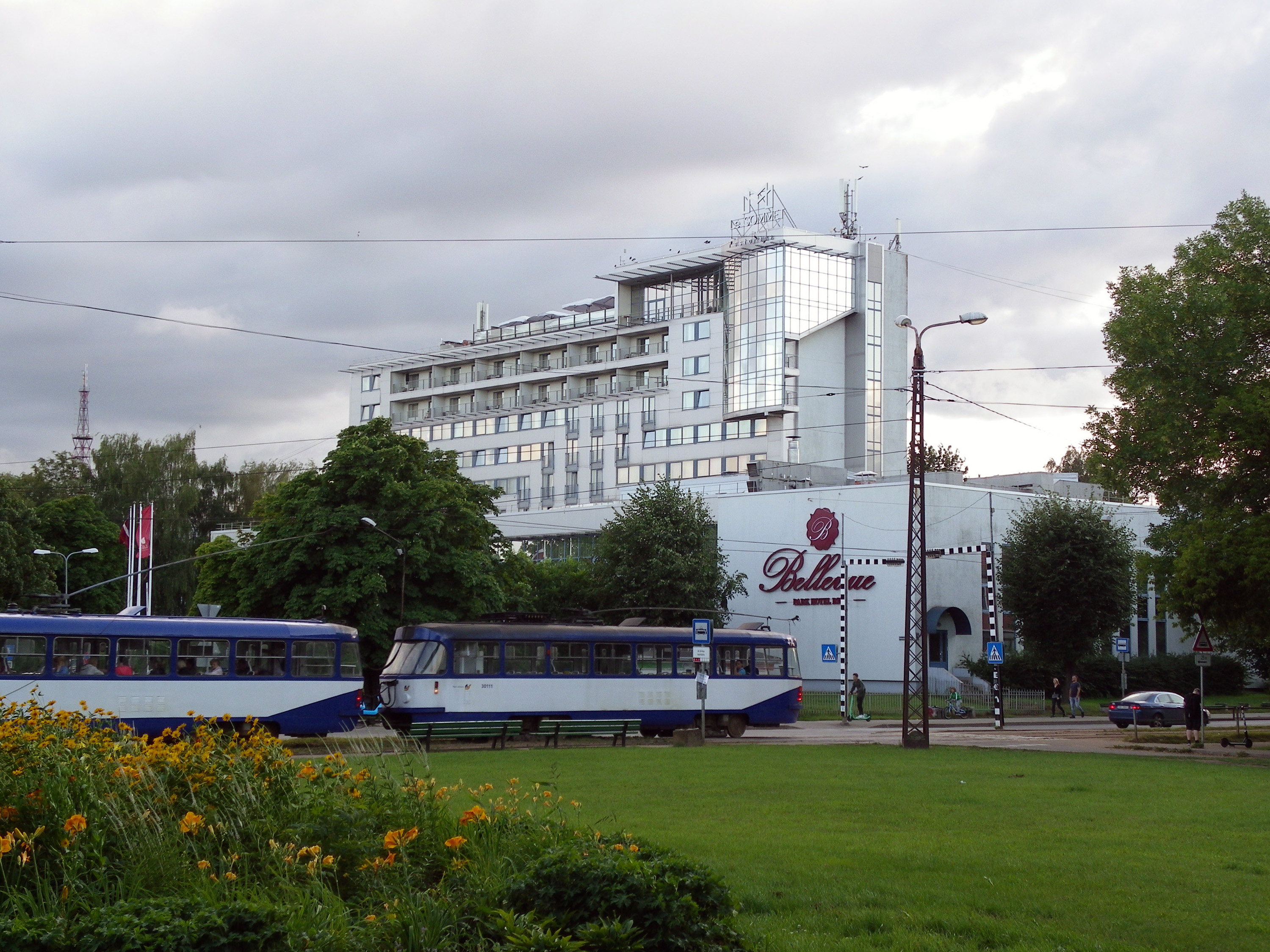
Slokas iela 1.
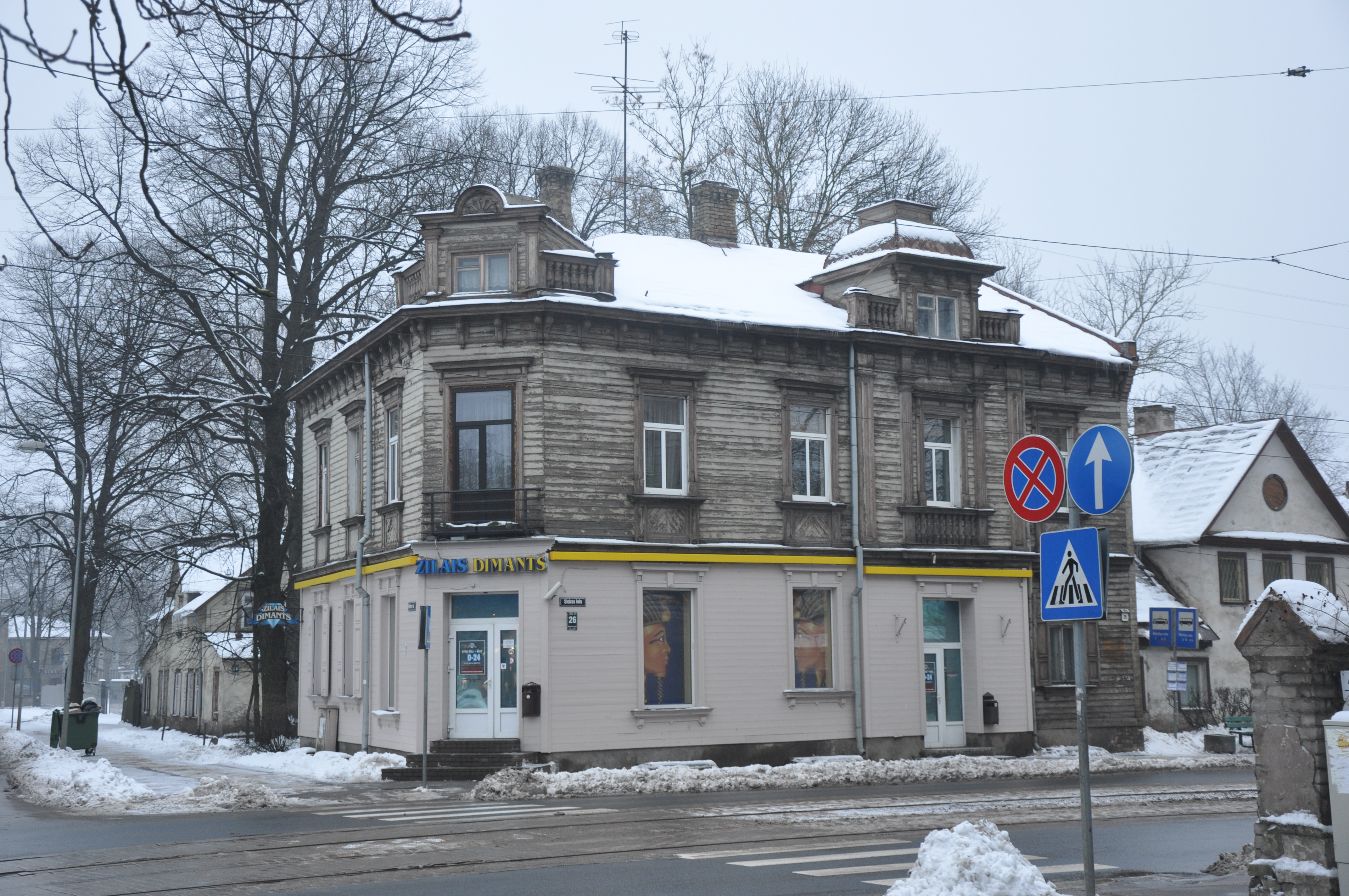
Slokas iela 26.
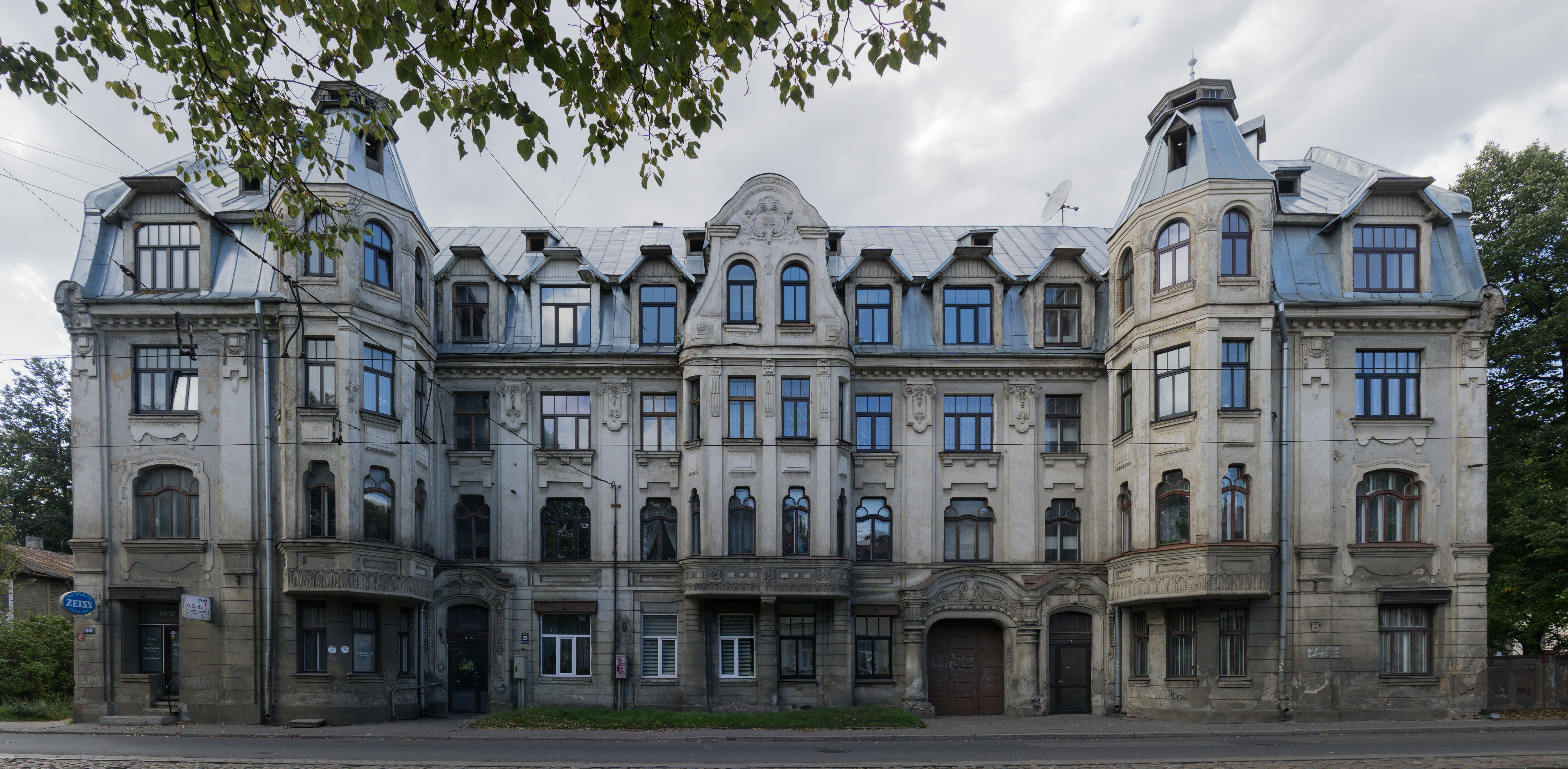
Slokas iela 29[3].

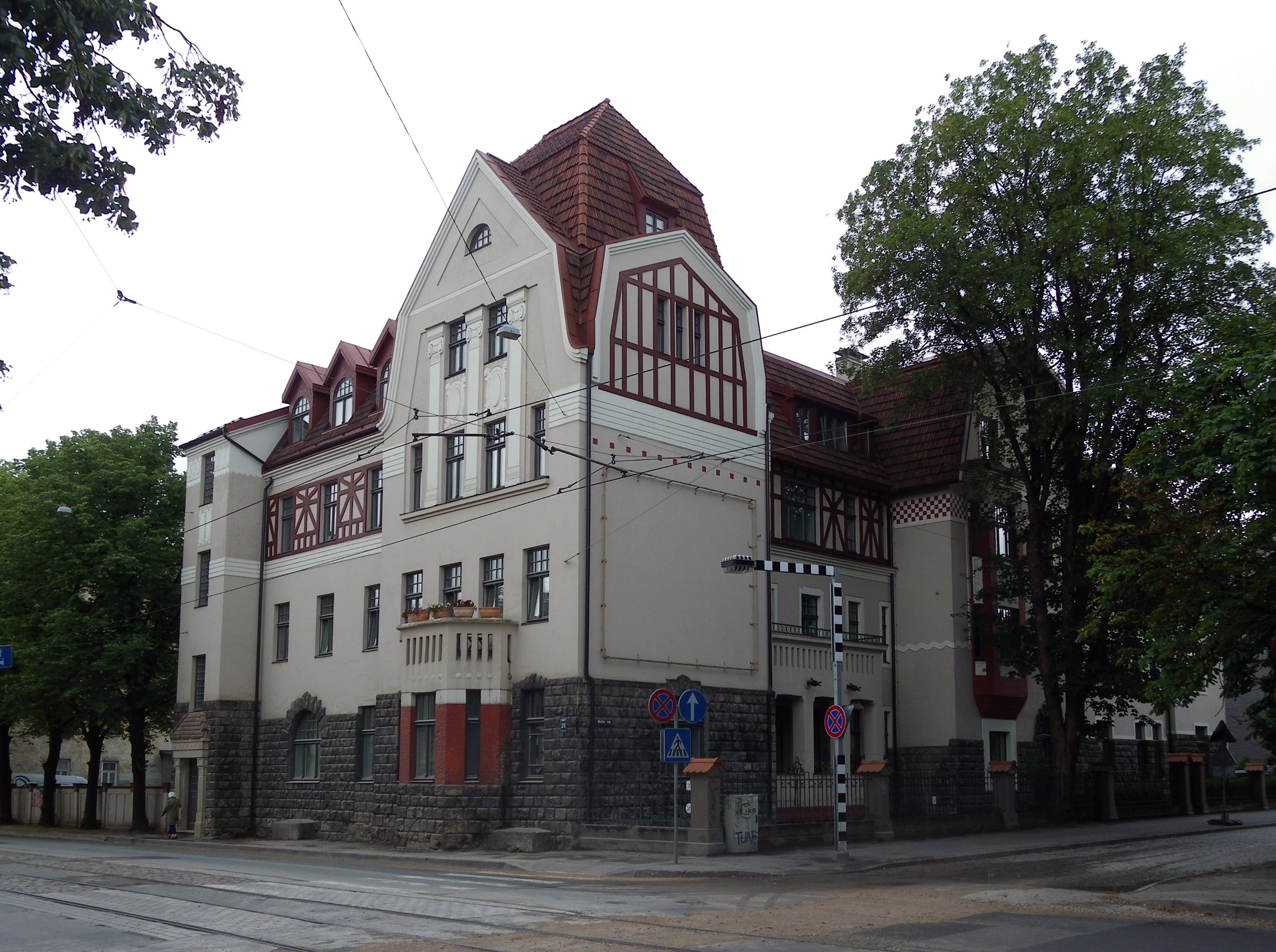
Slokas iela 31.
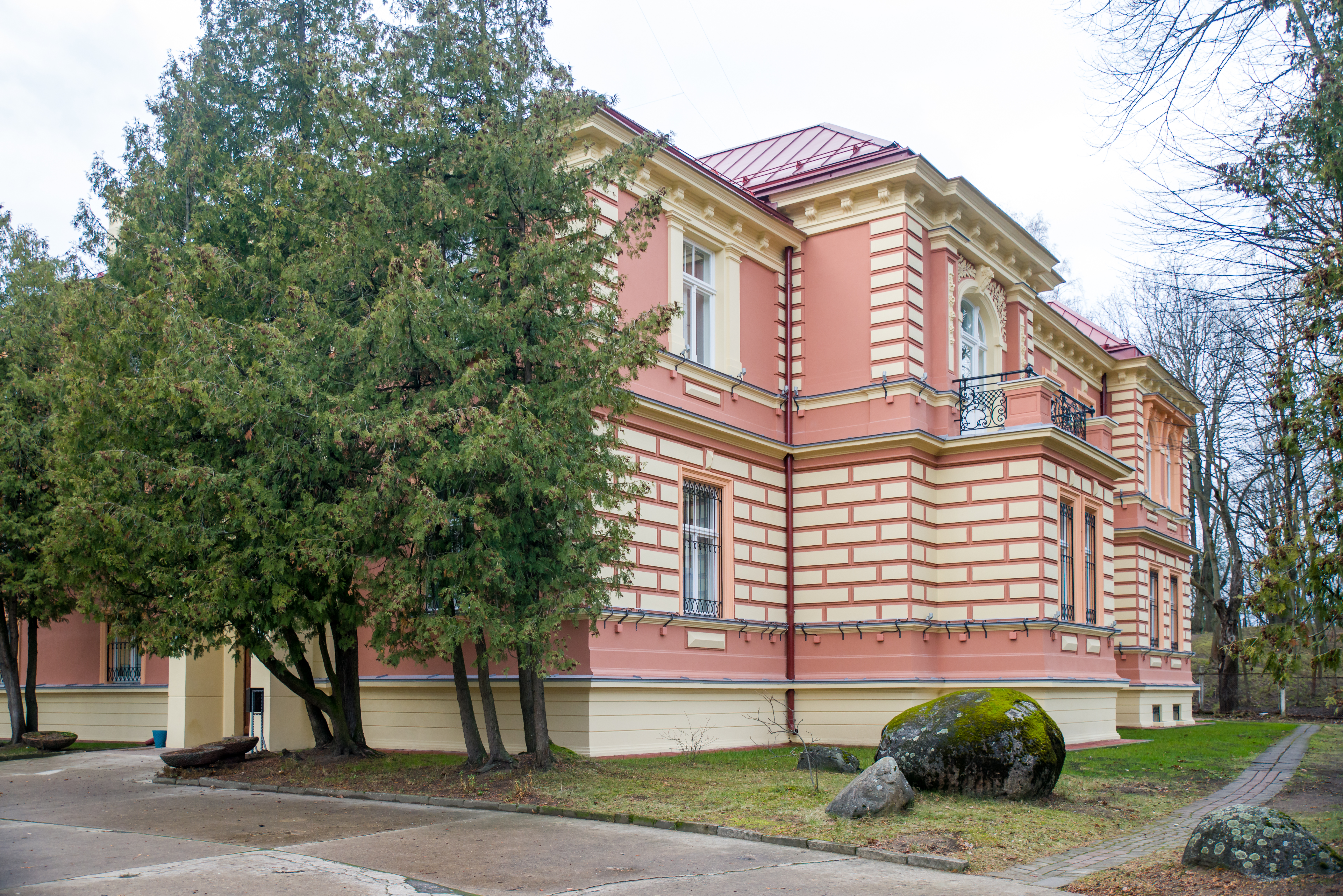
Slokas iela 37.
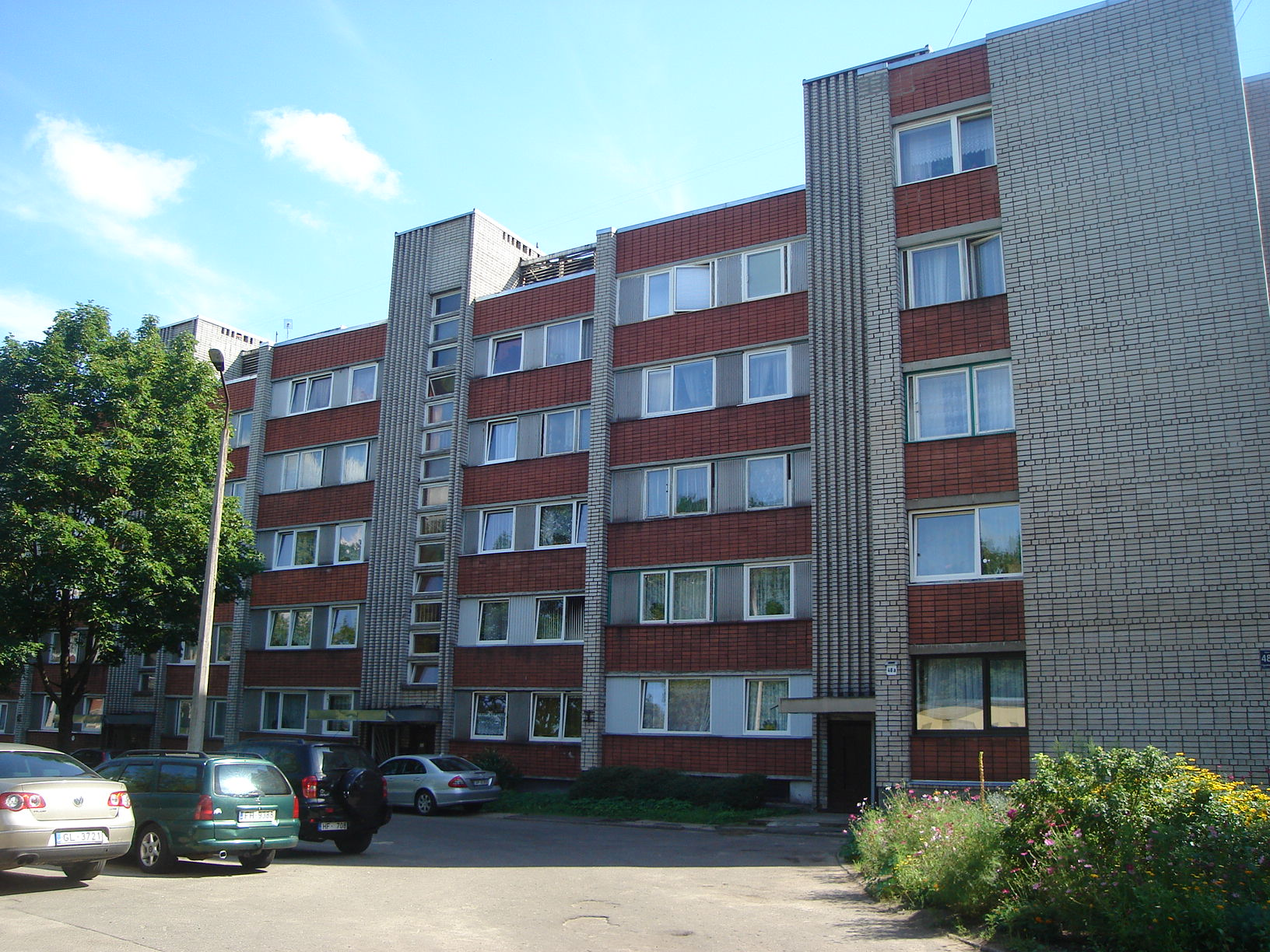
Slokas iela 48a.
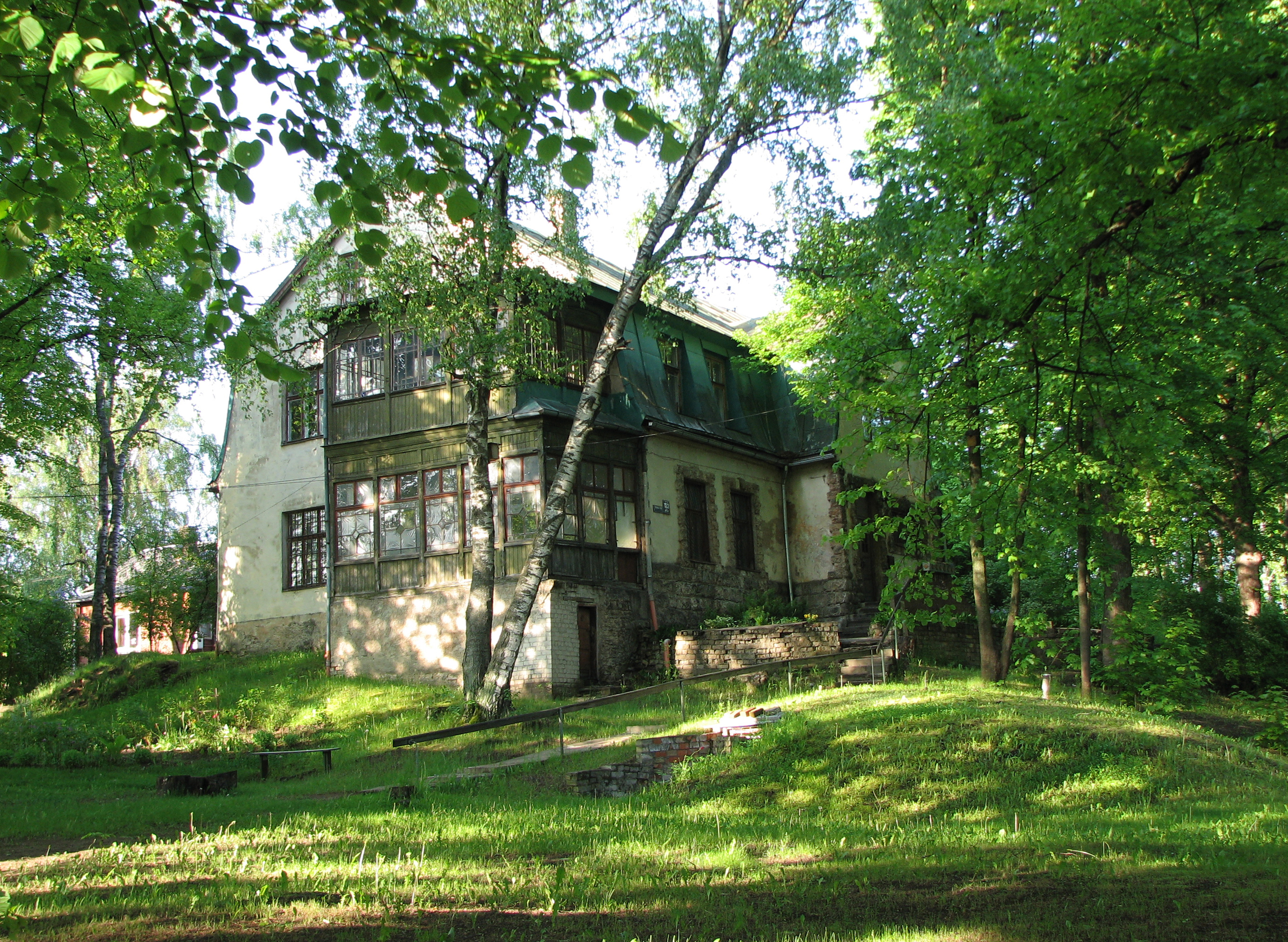
Slokas iela 122.